# Alfred Andersen-Wingar

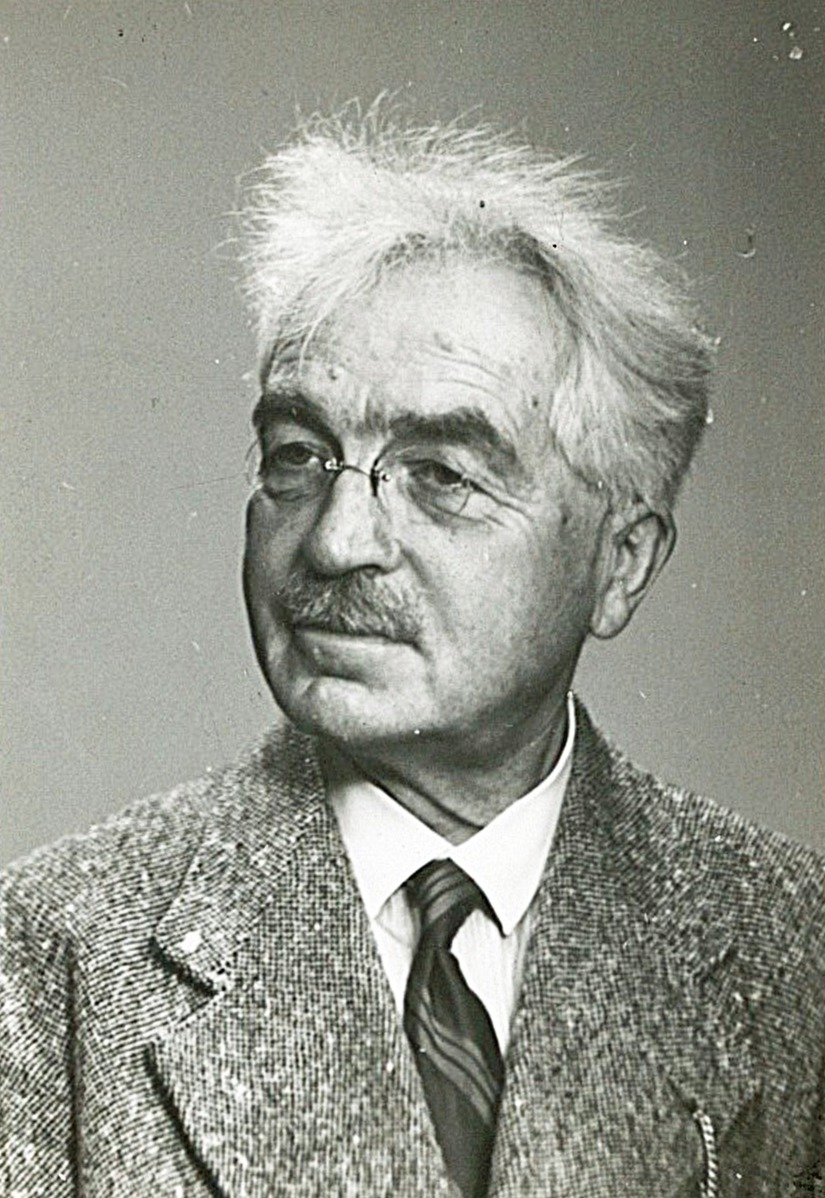
Alfred Nikolai Andersen-Wingar, um 1935

Alfred Nikolai Andersen-Wingar (* 15. Oktober 1869 in Kristiania; † 21. April 1952 in Oslo) war ein norwegischer Komponist.
Andersen-Wingar studierte in Oslo bei Johannes Haarklou sowie in Paris bis Jules Massenet und André Gedalge. Er war zunächst Violinist und wechselte später zur Bratsche. Er war Bratschist im Philharmonischen Orchester von Kristiania und dirigierte von 1911 bis 1918 die Volkssinfoniekonzerte.
Der spätromantische Komponist schrieb die Opern Frithjof og Ingeborg und Die alte Methode, Operetten, Bühnenmusiken, Ouvertüren für die Henrik-Ibsen-Stücken Hedda Gabler und Bygmester Solness, Orchesterfantasien und -suiten, vier Sinfonien, zwei Violinkonzerte sowie Lieder.